# Spectroscopie astronomică
Spectroscopia astronomică este unul din principalele mijloace folosite de astrofizicieni la studierea Universului. În 1835, filosoful francez Auguste Comte spunea în Cours de philosophie positive (în română Curs de filosofie pozitivă) că printre lucrurile care vor rămâne pentru „totdeauna” în afara cunoașterii umane ar figura compoziția chimică a Soarelui. N-a trăit destul timp să-i vadă, în 1865, pe cei doi savanți germani, Robert Bunsen și Gustav Kirchhoff analizând, pentru prima dată, lumina Soarelui, care să le permită determinarea compoziției chimice a acestuia. De la această dată, spectroscopia astronomică n-a încetat să progreseze, iar spectroscoapele fac parte integrantă din toate observatoarele astronomice din lume.
Analiza unui spectru ne aduce o mare cantitate de informații despre sursa care a emis lumina, dar și despre materia care se află între acea sursă și noi.

## Istorie
Din toate timpurile, oamenii au observat curcubeele. A trebuit, totuși, să se aștepte anul 1665 pentru ca Isaac Newton să se intereseze de problema descompunerii luminii albe cu ajutorul unei prisme (și de recompunerea ei cu ajutorul discului care îi poartă numele). 150 de ani mai târziu, în 1814, Joseph von Fraunhofer a descoperit liniile care îi poartă numele, din spectrul solar. Fraunhofer a utilizat o rețea de difracție inventată în 1785 de David Rittenhouse. În 1865, Robert Bunsen și Gustav Kirchhoff (generalizând lucrările lui Foucault din 1845) au zărit și linii observând spectrele flăcării și, stupefacție, și-au dat seama că aceste linii se găsesc exact în aceleași locuri ca și cele descrise de Fraunhofer, cu 50 de ani mai devreme, făcând astfel legătura dintre spectre și compoziția chimică a obiectelor observate. De aici, ei a dedus legea eponimă, „un corp nu poate absorbi decât radiațiile pe care le poate emite”, care va avea consecințe revoluționare pe plan astronomic, în pofida afirmațiilor lui A. Comte din 1842. Era și epoca în care Dimitri Mendeleev și-a dezvoltat celebrul Tabel periodic al elementelor care avea încă numeroase căsuțe libere. Chimiștii s-au lansat atunci în căutarea elementelor necunoscute studiind liniile necunoscute în spectrele flăcărilor tuturor mineralelor care le cădeu în mână. Astfel au fost descoperite galiul, germaniul, ... De notat și că heliul a fost identificat în spectrul solar cu câțiva ani înainte de a fi descoperit pe Pământ.
Într-adevăr, astronomul francez Pierre Jules Janssen (1824-1907) a detectat linia 5875A (până atunci necunoscută în laborator), în spectrul solar (18 august 1868), în cursul unei eclipse totale de Soare, la Guntur, în India. Astronomul britanic Sir J.N.Lockyer a propus denumirea heliului pentru că linia a fost detectată în spectrul luminii lui Helios (Soarele!). În același timp, cercetări în fizică (teoriile radiației, legile lui Planck, legea lui Wien, etc.) asupra structurii atomice (Rutherford, Bohr, ...) precizează natura cuantelor, dependența spectrului electromagnetic cu lungimea de undă, datorată diferitelor tranziții de energie. La sfârșitul secolului al XIX-lea, lumea științifică se interesează și de calitatea iluminării și de legătura dintre temperatură și repartiția energiei în spectru. Legea lui Wien, observarea spectrului hidrogenului și diferitele sale „serii” vor duce la dezvoltarea mecanicii cuantice și la modelul lui Bohr al atomului. Pieter Zeeman a descoperit că liniile se dedubleză sub efectul unui  câmp magnetic; este efectul Zeeman legat cu spinul unui electron.
Concluziile lui Kirchhof privitoare la spectrul solar – Soarele este compus dintr-un corp central foarte cald, responsabil de fondul continuu al spectrului, înconjurat de o „atmosferă” ale cărei straturi exterioare mai puțin calde și mai puțin dense sunt responsabile de liniile de absorbție, linii întunecate pe fond continuu strălucitor – vor avea repercusiuni astronomice considerabile. Într-adevăr, aplicată la stele de către Huggins (1864, în Anglia) și de către Secchi la Roma, pe un mare număr de stele, spectroscopia stelară scoate în evidență similitudini spectrale cu spectrul astrului zilei: un fond continuu brăzdat de linii sau de benzi întunecate mai mult sau mai puțin largi; rezultă, de aici, că aceste stele trebuie să aibă o structură analogă cu cea a Soarelui!
Progresele în chimie fizică (spectrul atomului de hidrogen, studiul nivelelor de energie, etc.) permit să se lege prezența cutărei sau cutărei linii de cutare sau cutare element chimic la condițiile fizice (temperatură, presiune) din interiorul stelei studiate. De aici se ajunge la „aranjarea” stelelor urmând spectrelor lor, în funcție de temperatura atmosferei lor, și în funcție de strălucirea lor aparentă.
Combinată cu legea lui Pogson (1856) care leagă magnitudinile aparentă și absolută, analiza spectrelor slelelor va conduce la clasificarea lor într-o diagramă „tip spectral – luminozitate” care va purta numele de diagrama Hertzsprung-Russell de pe la 1910, datorată a doi astronomi care lucrau independent: Ejnar Hertzsprung și Henry Norris Russell. La sfârșitul secolului al XIX-lea și la începutul secolului al XX-lea, nu existau decât puține idei despre natura „extra-galactică” a obiectelor cerești. Așa astronomii puteau să se gândească că au detectat, în 1885, prezența unei „nove” (adică: „stea nouă”, în realitate era vorba de „supernova SN1885A” !) în regiunea centrală a Messier 31, celebra Nebuloasă Andromeda, despre care se credea că face parte din Calea Lactee. Cercetările Ms. Henrietta Leavitt, Shapley, Slipher, Hubble ș.a. constau în punerea în evidență că aceste îndepărtate nebuloase erau în realitate „universuri-insule”. În 1929, Edwin Hubble, analizând spectrele câtorva „nebuloase” îndepărtate, a observat că spectrul lor (de hidrogen sau al altor elemente chimice) prezintă o deplasare spre roșu, prin comparație cu spectrul unei surse de referință; iar acest decalaj era cu atât mai mare cu cât obiectul vizat era mai departe, echivalent cu efectul Doppler care tocmai fusese semnalat: este viitoarea Lege a lui Hubble. Este baza modelului cosmologic actual: Big Bang urmat de expansiunea Universului în curs. Efectul Zeeman i-a permis lui George Ellery Hale să demonstreze originea magnetică a petelor solare realizând primele magnetograme. Spectroscopia permite și studiul compoziției atmosferelor planetare  și  compoziției izotopice a particulelor emise de comete.

## Denumirile originale ale liniilor de absorbție din spectrul solar, date de Fraunhofer (1817)
| Litera | Lungimea de undă (nm) | Originea chimică | Culoarea        |
| ------ | --------------------- | ---------------- | --------------- |
| A      | 759,37                | O2 atmosferic    | roșu închis     |
| B      | 686,72                | O2 atmosferic    | roșu            |
| C      | 656,28                | hidrogen alfa    | roșu            |
| D1     | 589,59                | sodiu neutru     | roșu portocaliu |
| D2     | 589,00                | sodiu neutru     | galben          |
| E      | 526,96                | fier neutru      | verde           |
| F      | 486,13                | hidrogen beta    | cyan / turcoaz  |
| G      | 431,42                | molecule de CH   | albastru        |
| H      | 396,85                | calciu ionizat   | violet închis   |
| K      | 393,37                | calciu ionizat   | violet închis   |

## Diferite tipuri de spectrografe

### Exemple de spectrografe
- UVES este un spectrograf scară în optică, instalat la VLT.
- FORS1 și FORS2 sunt două spectrografe optice, instalate și ele la VLT, și care permit efectuarea spectroscopiei fantă-lungă și multiobiecte.
- FLAMES este un spectrograf multiobjete, multifibre, la VLT.